# Kenny Saief
Kenneth „Kenny” Hasan Saief (hebr. קנט חסן „קני” סייף, ur. 17 grudnia 1993 w Panama City) – amerykański piłkarz izraelskiego pochodzenia występujący na pozycji ofensywnego pomocnika. Od 2024 jest zawodnikiem klubu Maccabi Hajfa.

## Kariera piłkarska
Swoją karierę piłkarską Saief rozpoczynał w juniorach takich klubów jak: Maccabi Hajfa, Hapoel Hajfa, Maccabi Netanja i Beitar Nes Tubruk. Następnie w 2010 roku został zawodnikiem Bene Sachnin. 23 stycznia 2011 zadebiutował w nim w pierwszej lidze izraelskiej w wygranym 2:1 wyjazdowym meczu z Maccabi Petach Tikwa. Latem 2011 odszedł do TSV 1860 Monachium, gdzie był zawodnikiem rezerw.
W 2012 roku Saief wrócił do Izraela i został piłkarzem Hapoelu Hajfa. Swój debiut w Hapoelu zaliczył 3 listopada 2012 w przegranym 0:2 wyjazdowym meczu z Bene Sachnin. W Hapoelu grał przez pół roku.
Na początku 2013 roku Saief przeszedł do Hapoelu Hapoel Ironi Kirjat Szemona. Swój debiut w nim zanotował 9 lutego 2013 w zwycięskim 3:1 domowym meczu z Hapoelem Ramat Gan.
Latem 2013 roku Saief odszedł do Hapoelu Ironi Nir Ramat ha-Szaron. Zadebiutował w nim 31 sierpnia 2013 w przegranym 1:4 wyjazdowym spotkaniu z Hapoelem Hapoel Ironi Kirjat Szemona. W Hapoelu Ironi Nir Ramat ha-Szaron grał przez rok.
W 2014 roku Saief został piłkarzem KAA Gent. Swój debiut w lidze belgijskiej zaliczył 29 sierpnia 2014 w przegranym 0:1 domowym meczu z KV Kortrijk. W sezonie 2014/2015 wywalczył z klubem z Gandawy tytuł mistrza Belgii. Latem 2015 zdobył Superpuchar Belgii. W sezonie 2015/2016 został wicemistrzem Belgii.
W 2018 roku Saief został wypożyczony do RSC Anderlecht, w którym zadebiutował 21 stycznia 2018 w wygranym 1:0 wyjazdowm meczu z KRC Genk.
| Sezon   | Klub                        | Kraj              | Rozgrywki     | Mecze | Gole |
| ------- | --------------------------- | ----------------- | ------------- | ----- | ---- |
| 2010/11 | Bene Sachnin                | Izrael            | Ligat ha’Al   | 6     | 0    |
| 2011/12 | TSV 1860 Monachium II       | Niemcy            | Regionalliga  | 0     | 0    |
| 2012/13 | Hapoel Hajfa                | Izrael            | Ligat ha’Al   | 3     | 0    |
| 2012/13 | Hapoel Ironi Kirjat Szemona | Izrael            | Ligat ha’Al   | 2     | 0    |
| 2013/14 | Ironi Nir Ramat ha-Szaron   | Izrael            | Ligat ha’Al   | 28    | 9    |
| 2014/15 | KAA Gent                    | Belgia            | Eerste klasse | 20    | 2    |
| 2015/16 | KAA Gent                    | Belgia            | Eerste klasse | 28    | 4    |
| 2016/17 | KAA Gent                    | Belgia            | Eerste klasse | 31    | 7    |
| 2017/18 | KAA Gent                    | Belgia            | Eerste klasse | 3     | 0    |
| 2017/18 | RSC Anderlecht              | Belgia            | Eerste klasse | 17    | 1    |
| 2018/19 | RSC Anderlecht              | Belgia            | Eerste klasse | 12    | 0    |
| 2019    | FC Cincinnati               | Stany Zjednoczone | MLS           | 9     | 1    |
| 2019/20 | Lechia Gdańsk               | Polska            | Ekstraklasa   | 11    | 1    |
| 2020/21 | Lechia Gdańsk               | Polska            | Ekstraklasa   | 22    | 0    |

## Kariera reprezentacyjna
Saief grał w młodzieżowych reprezentacjach Izraela na różnych szczeblach wiekowych. W reprezentacji Izraela zadebiutował 23 marca 2016 roku w przegranym 0:2 towarzyskim meczu z Chorwacją, rozegranym w Osijeku. W 67. minucie tego meczu zmienił Taleba Tawathę.
1 lipca 2017 Saief zadebiutował w reprezentacji Stanów Zjednoczonych wygranym 2:1 towarzyskim meczu z Ghaną.